# Suchopołowa
Suchopołowa (ukr. Сухополова) – wieś na Ukrainie, w obwodzie czernihowskim, w rejonie pryłuckim, siedziba hromady. W 2001 liczyła 1211 mieszkańców, spośród których 1176 wskazało jako ojczysty język ukraiński, 30 rosyjski, 1 mołdawski, 1 polski, 1 jidysz, a 2 inny.